# Азарская мирикина
Азарская мирикина (лат. Aotus azarae) — вид млекопитающих семейства ночных обезьян из Южной Америки.

## Классификация
Видовое название в честь испанского натуралиста Феликса де Азара. Выделяют три подвида:
- Aotus azarae azarae
- Aotus azarae boliviensis
- Aotus azarae infulatus

## Описание
Средняя длина тела самок составляет около 34,1 см, средняя длина самцов — 34,6 см. Средняя масса тела 1246 г для самок и 1254 для самцов (подвид A. a. azarea); 1230 для самок и 1180 для самцов (подвид A. a. boliviensis). Беременность длится 133 дня. Продолжительность жизни в дикой природе неизвестна, в неволе эти животные живут до 20 лет.

## Распространение
Встречаются на северо-востоке Аргентины, в Боливии, в центральной части Бразилии, в Парагвае и на юго-востоке Перу. Ареал включает южную часть амазонского дождевого леса. A. a. azarae предпочитает галерейные и полулистопадные леса, A. a. boliviensis чаще селится во влажных низинных лесах, а A. a. infulatus населяет леса различных типов. В предгорьях Анд представители вида доходят до высоты 1250 м над уровнем моря.

## Поведение
Моногамны, самец принимает участие в воспитании потомства. Детёныши остаются с родителями до двух или трёх лет, после чего покидают семью и начинают поиск партнёра для размножения. Половой диморфизм выражен слабо. В рационе преимущественно фрукты, небольшую часть рациона занимают также молодые листья и побеги, цветы и насекомые. Проводят практически всю жизнь в кронах деревьев, активны ночью, за исключением популяции из Гран-Чако, представители которой бывают активны днём. Образуют небольшие семейные группы, состоящие из родителей и их помёта.

## Статус популяции
Достаточно широко распространены, обитают в нескольких заповедниках. Возможная угроза виду — разрушение среды обитания. Международный союз охраны природы присвоил этому виду охранный статус «Вызывает наименьшие опасения».